# Documento de identidad (Rumania)
El Documento de identidad rumano (en rumano: Carte de identitate românească, pronunciado /ˈkar.te de i.den.ti'ta.te ro.mɨˈne̯as.kə/) es emitido a los ciudadanos rumanos por las oficinas de registro locales en Rumania y las misiones diplomáticas en el extranjero, mientras que se producen en la Direcția pentru Evidența Persoanelor și Administrarea Bazelor de Date (ro).
Los documentos de identidad son emitidos por la "Dirección de Registro de Personas y Administración de Bases de Datos", dependiente del Ministerio de Administración e Interior (Rumania).

## Historia

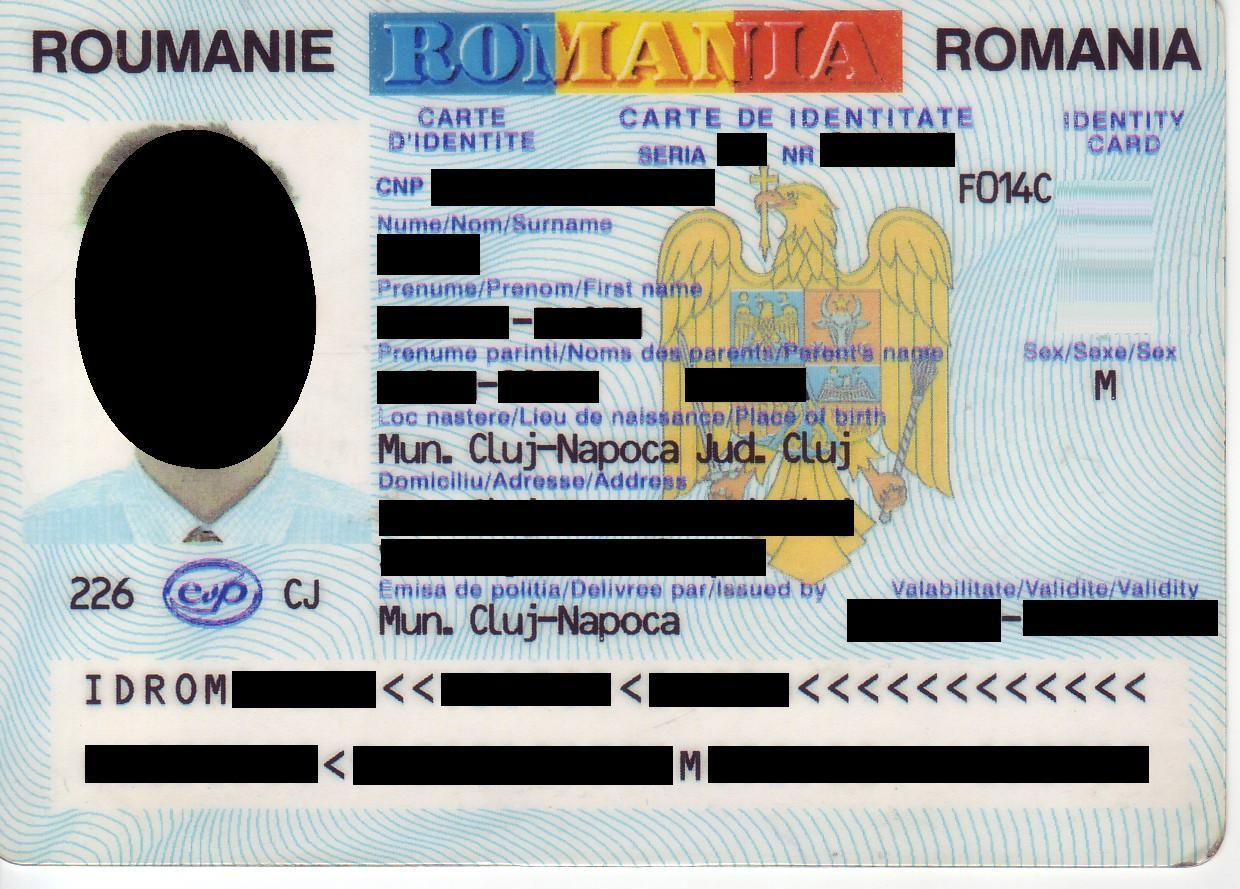
El documento de identidad rumano. Este es el modelo antiguo, cuando el código de país era ROM y no ROU como ahora.

Los primeros documentos de identidad fueron emitidos a ciudadanos rumanos como resultado del Decreto N° 947 del 24 de marzo de 1921 que aprobó el Reglamento de Aplicación de la ley N° 812 del 19 de marzo de 1915.
Estos documentos se denominaron boletines de la oficina de registro de población y su contenido coincide con la información sobre su estado civil, apodo, residencia, ocupación y titular semnalmentele (estatura, cabello, frente, cejas, ojos, nariz, boca, mentón, cara, marcas especiales de complexión).
Aunque el reglamento ha establecido un patrón de inscripción de boletas en cargos públicos, debido a que se hicieron para cada condado, eran diferentes en tamaño, color y, a veces, incluso en contenido.

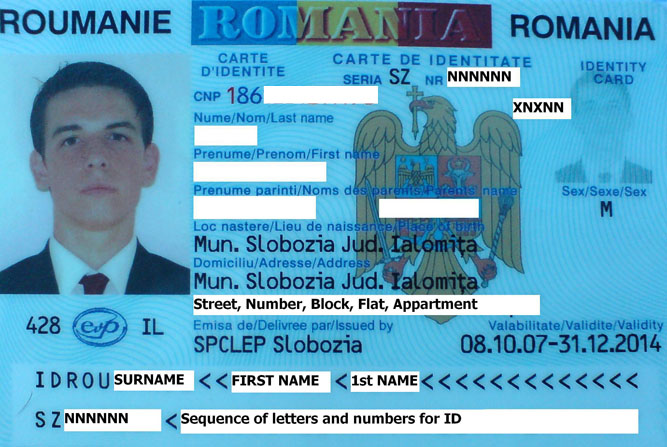
El documento de identidad rumano. Este es el primer modelo con el código de país ROU.

Desde 1949, que marcó el registro de establecimiento en Rumania, los documentos de identidad emitidos a los ciudadanos rumanos se imprimieron de forma única en todo el país y se denominaron Boletín de Identidad (en rumano: Buletin de identitate).
Estos incluyen menos datos que los anteriores sobre el titular, la fotografía del titular y se emiten con una validez de 10 años. Con el paso del tiempo, el contenido del documento de identidad ha sufrido algunos cambios, ya que desde 1980 se podía ingresar dos años de vida útil, aplicando una segunda foto en la primera fecha de cierre. De esta manera, el ciudadano rumano puede ser el mismo titular del documento de identificación durante 20 años. En un principio, el documento de identidad se hizo 8 archivo su número se reduce a 4 en 1990.

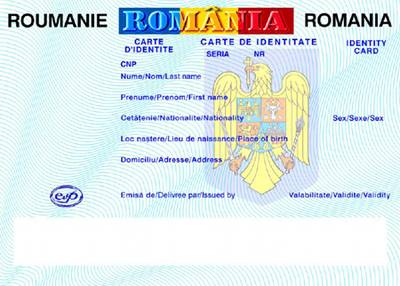
El modelo emitido a partir de 2009, que especifica la ciudadanía rumana.

La ley N° 105 de 1996 sobre el registro de población y el documento de identidad, modificada y complementada, creó el marco legislativo para una nueva cédula de identidad, es decir, el documento de identidad.
Como resultado, en junio de 1997 se comenzó a trabajar en la emisión del nuevo formato de documento de identidad. El nuevo documento de identidad que se diseñó y se liberó en el sistema informático tiene como objetivo facilitar una serie de ventajas tanto para el estado como para el ciudadano. El documento de identidad es el documento que se expide al ciudadano rumano y que acredita la identidad, residencia y, en su caso, dirección de residencia del titular. Este documento se expide a partir de los 14 años. Las estructuras facultadas para expedir documentos de identidad son los servicios comunitarios públicos para personas subordinadas a los consejos locales y de condado y al Consejo General del municipio (y los consejos locales de los sectores del municipio de Bucarest). Los antiguos boletines de identidad emitidos sin fecha de caducidad a las personas mayores seguían siendo válidos (para su uso en Rumania).

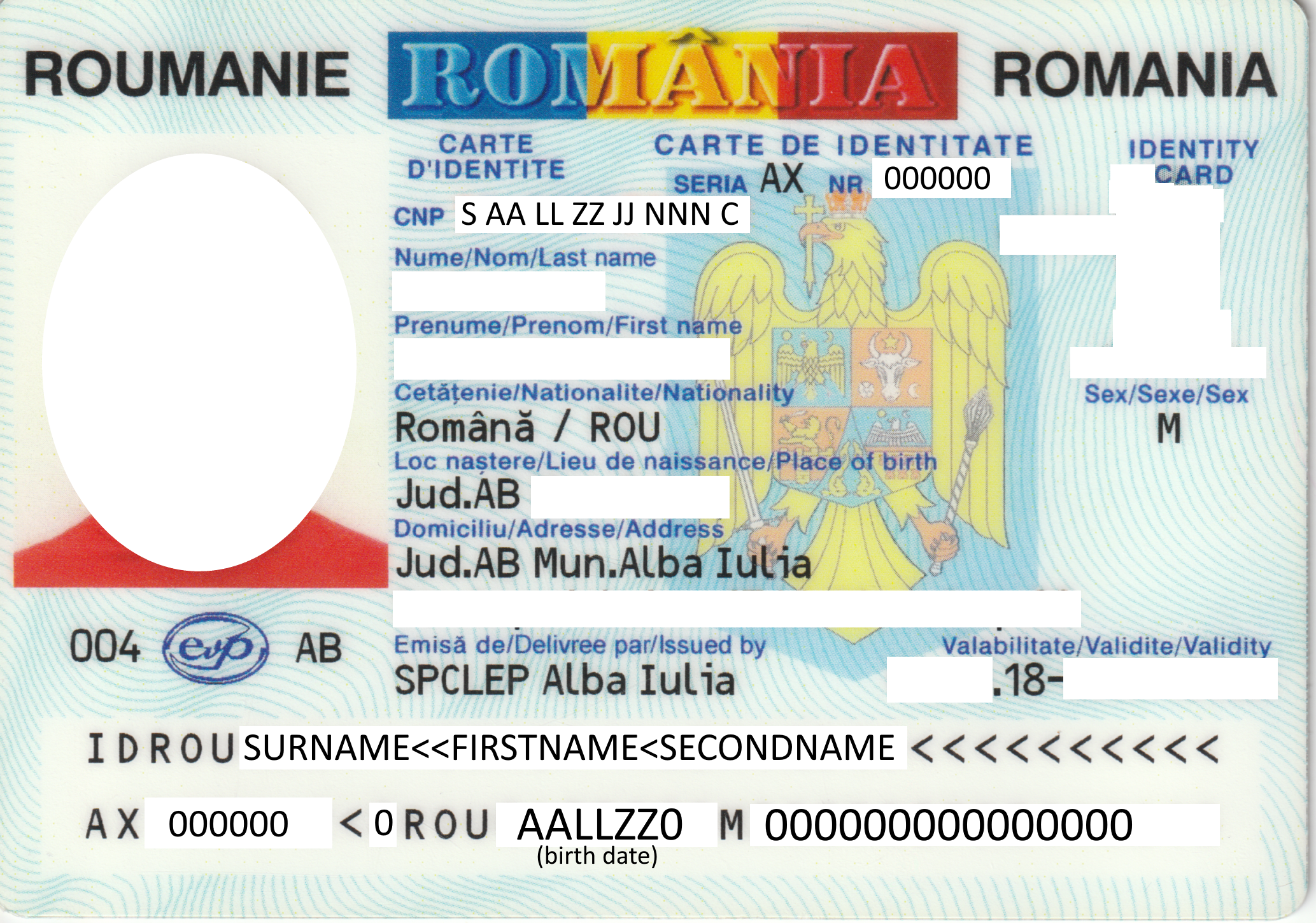
El documento de identidad rumano emitido en 2018, este modelo muestra el nuevo escudo de Rumania con la corona sobre la cabeza del águila.

## Información del documento de identidad
- Serie y número del documento (cambia cada vez que el portador cambia de cédula)
- CNP (en rumano: Cod Numeric Personal; en español: Código numérico personal) lo mismo para cada documento de identificación del individuo (ver más abajo)
- Apellido
  - Otros apellidos, en su caso
- Nombre de pila de la persona
  - Otros nombres, en su caso
- Sexo
- Lugar de nacimiento
- Dirección
- Autoridad emisora (principalmente "SPCLEP <Ciudad>")
- Vigencia (fecha de emisión (DD.MM.AA) y fecha de vencimiento (DD.MM.AAAA))
- Zona legible por máquina – ZLM

### Serie del documento de identificación
Las series del documento de identificación están formadas por dos letras, que representan la abreviatura del condado (pero no siempre) (la abreviatura a veces es la misma que el indicativo de la placa) o de la cabecera del condado que emitió el documento.
| Ciudad                | Condado         | Serie de identificación        | Placa de licencia | Código CNP                 |
| --------------------- | --------------- | ------------------------------ | ----------------- | -------------------------- |
| Bucarest              | -               | DP, DR, DT, RD, RR, RT, RX, RK | B                 | 40, 41, 42, 43, 44, 45, 46 |
| Alba Iulia            | Alba            | AX                             | AB                | 01                         |
| Alexandria            | Teleorman       | TR                             | TR                | 34                         |
| Arad                  | Arad            | AR, ZR                         | AR                | 02                         |
| Bacău                 | Bacău           | XC, ZC                         | BC                | 04                         |
| Baia Mare             | Maramureș       | MM, XM                         | MM                | 24                         |
| Bistrița              | Bistrița-Năsăud | XB                             | BN                | 06                         |
| Botoșani              | Botoșani        | XT                             | BT                | 07                         |
| Brașov                | Brașov          | BV, ZV                         | BV                | 08                         |
| Brăila                | Brăila          | XR                             | BR                | 09                         |
| Buftea                | Ilfov           | IF                             | IF                | 23                         |
| Buzău                 | Buzău           | XZ                             | BZ                | 10                         |
| Călărași              | Călărași        | KL                             | CL                | 51                         |
| Cluj-Napoca           | Cluj            | KX, CJ                         | CJ                | 12                         |
| Constanza             | Constanța       | KT, KZ                         | CT                | 13                         |
| Craiova               | Dolj            | DX, DZ                         | DJ                | 16                         |
| Deva                  | Hunedoara       | HD                             | HD                | 20                         |
| Drobeta Turnu Severin | Mehedinți       | MH                             | MH                | 25                         |
| Focșani               | Vrancea         | VN                             | VN                | 39                         |
| Galați                | Galați          | GL, ZL                         | GL                | 17                         |
| Giurgiu               | Giurgiu         | GG                             | GR                | 52                         |
| Iași                  | Iași            | MX, MZ, IZ                     | IS                | 22                         |
| Miercurea Ciuc        | Harghita        | HR                             | HR                | 19                         |
| Oradea                | Bihor           | XH, ZH                         | BH                | 05                         |
| Piatra Neamț          | Neamț           | NT, NZ                         | NT                | 27                         |
| Pitești               | Argeș           | AS, AZ                         | AG                | 03                         |
| Ploiești              | Prahova         | PH, PX                         | PH                | 29                         |
| Reșița                | Caraș-Severin   | KS                             | CS                | 11                         |
| Râmnicu Vâlcea        | Vâlcea          | VX                             | VL                | 38                         |
| Satu Mare             | Satu Mare       | SM                             | SM                | 30                         |
| Sfântu Gheorghe       | Covasna         | KV                             | CV                | 14                         |
| Sibiu                 | Sibiu           | SB                             | SB                | 32                         |
| Slatina               | Olt             | OT                             | OT                | 28                         |
| Slobozia              | Ialomița        | SZ                             | IL                | 21                         |
| Suceava               | Suceava         | SV, XV                         | SV                | 33                         |
| Timișoara             | Timiș           | TM,TZ                          | TM                | 35                         |
| Târgoviște            | Dâmbovița       | DD                             | DB                | 15                         |
| Târgu Jiu             | Gorj            | GZ                             | GJ                | 18                         |
| Târgu Mureș           | Mureș           | MS, ZS                         | MS                | 26                         |
| Tulcea                | Tulcea          | TC                             | TL                | 36                         |
| Vaslui                | Vaslui          | VS                             | VS                | 37                         |
| Zalău                 | Sălaj           | SX                             | SJ                | 31                         |

### CNP
El documento contiene el "Cod Numeric Personal" (CNP) del individuo, o Código Numérico Personal, un número de identificación único. El CNP es único para cada persona que se utiliza para impuestos y otros fines.
El CNP consta de 13 dígitos de la siguiente manera:
- 1 dígito para el sexo de la Persona.  1=Hombre y 2=Mujer nacidos antes de 1999, 3 y 4 antes de 1899, 5 y 6 antes de 2099, 7 y 8 para residentes extranjeros[2]
- 6 dígitos para la fecha de nacimiento AAMMDD
- 2 dígitos representan el lugar de nacimiento (distrito)
- Los siguientes 3 dígitos son un número entre 001 y 999. Cada número se asigna solo una vez por persona por día
- El último dígito es un dígito de control calculado a partir de los otros 12 dígitos del código de la siguiente manera:

(n1*2+n2*7+n3*9+n4*1+n5*4+n6*6+n7*3+n8*5+n9*8+n10*2+n11*7+n12*9)%11 si el resultado es 10 entonces el dígito es 1, de lo contrario es el resultado.
El CNP se estableció en 1978, mediante un decreto firmado por Nicolae Ceaușescu.

## Futuro
Desde 2011, el gobierno rumano intentó implementar documentos de identidad electrónicos (biométricas) más seguras de acuerdo con los requisitos de la Comisión Europea para uso general, pero el proyecto se quedó corto por una variedad de razones, incluida la privacidad, la libertad religiosa, el costo y la estrategia de implementación. En octubre de 2019, el gobierno lanzó una iniciativa para que los ciudadanos opten por un documento de identificación electrónico con el objetivo de que se adopte en todo el país para 2021. El primer programa piloto se inició en Cluj-Napoca y el resto del país lo siguió después. Los documentos del modelo actual no electrónico seguirán siendo válidas hasta la fecha de caducidad designada.

## Ciudadanos que viven en el exterior
Los ciudadanos rumanos que viven en el extranjero pueden solicitar la emisión de los primeros documentos de identidad previstos por la ley en las misiones diplomáticas u oficinas consulares en ese Estado.
El documento de identidad se expedirá de la siguiente manera:
- a) El primer documento de identidad se emite a la edad de 14 años;
- b) para personas de 14 a 18 años, el plazo de validez del documento es de 4 años;
- c) para personas de 18 a 25 años, el plazo de validez del documento es de 7 años;
- d) los documentos emitidos después de los 25 años tienen una validez de 10 años.

Después de los 55 años el documento de identidad se expide con validez permanente (haciendo que la fecha de validez supere los 40 años).